# Труді Гренман
Труді Гренман (нід. Trudy Groenman; нар. 15 січня 1944) — колишня нідерландська тенісистка.
Найвищим досягненням на турнірах Великого шолома був півфінал в змішаному парному розряді.

## Фінали за кар'єру

### Одиночний розряд (2 поразки)
| Результат | Ранг | Дата           | Турнір                                    | Покриття  | Суперниця       | Рахунок  |
| --------- | ---- | -------------- | ----------------------------------------- | --------- | --------------- | -------- |
| Поразка   | 1.   | 18 липня 1966  | Dutch Open, Гілверсюм, Нідерланди         | Ґрунт     | Аннетт ван Зіль | 3–6, 1–6 |
| Поразка   | 2.   | 19 лютого 1967 | U.S. Indoor Championships, Вінчестер, США | Килим (i) | Біллі Джин Кінг | 1–6, 0–6 |

## Further reading
- "Dutch Girl Plays Net Angles, Gets Rival Out of Position". Бостон глоуб. 19 лютого 1967.